# Bastion de Santa Barbara
Le bastion de Santa Barbara (en italien : Bastione di Santa Barbara) est une fortification côtière située dans la municipalité de Monte Argentario, dans le hameau de Porto Ercole. La structure fortifiée fait partie intégrante à la fois du système défensif du promontoire de l'Argentario et de celui du village, faisant en fait partie intégrante des remparts de Porto Ercole.

## Histoire
La fortification côtière a été construite à la Renaissance par les Siennois, plus précisément dans la seconde moitié du XVe siècle, à l'emplacement d'une structure byzantine préexistante du VIIe siècle. La structure défensive, intégrée dans les remparts de Porto Ercole et dans le système défensif que la république de Sienne avait mis en place le long des côtes do promontoire de l'Argentario, a été conçue par Francesco di Giorgio Martini. Les fonctions pour lesquelles ils étaient utilisés étaient celles d'observation, de défense et d'attaque, étant en position dominante par rapport au Vieux Port de Porto Ercole, qui était l'infrastructure qu'il était censé protéger.
Le bastion est resté intact dans ses éléments architecturaux jusqu'en 1846, année où la fortification subit de graves dommages dus à un léger éboulement. Des rénovations et des mesures de sécurité ultérieures ont partiellement modifié son apparence en éliminant l'entrée d'origine.

## Description
Le bastion de Santa Barbara ressemble à une structure fortifiée avec une forme polygonale irrégulière, avec une puissante base en pente qui descend jusqu'au niveau de la mer. D'une dizaine de mètres de haut, le bastion se caractérise par des structures murales recouvertes de pierre, qui, dans la partie supérieure du sommet, délimitent la terrasse, qui se développe juste en dessous du niveau de la place principale du village, à l'extrémité opposée de laquelle surplombe le Palazzo dei Governanti. 
La structure défensive conserve l'une des deux échauguettes qui la caractérisaient à l'origine : celle-ci est de plan circulaire, avec une ouverture en plein cintre, qui servait de refuge et de cachette à la sentinelle de service. A l'origine, le bastion comprenait également la poudrière.